# Coccothrinax crinita
Coccothrinax crinita là loài thực vật có hoa thuộc họ Arecaceae. Loài này được (Griseb. & H.Wendl. ex C.H.Wright) Becc. mô tả khoa học đầu tiên năm 1908.

## Hình ảnh

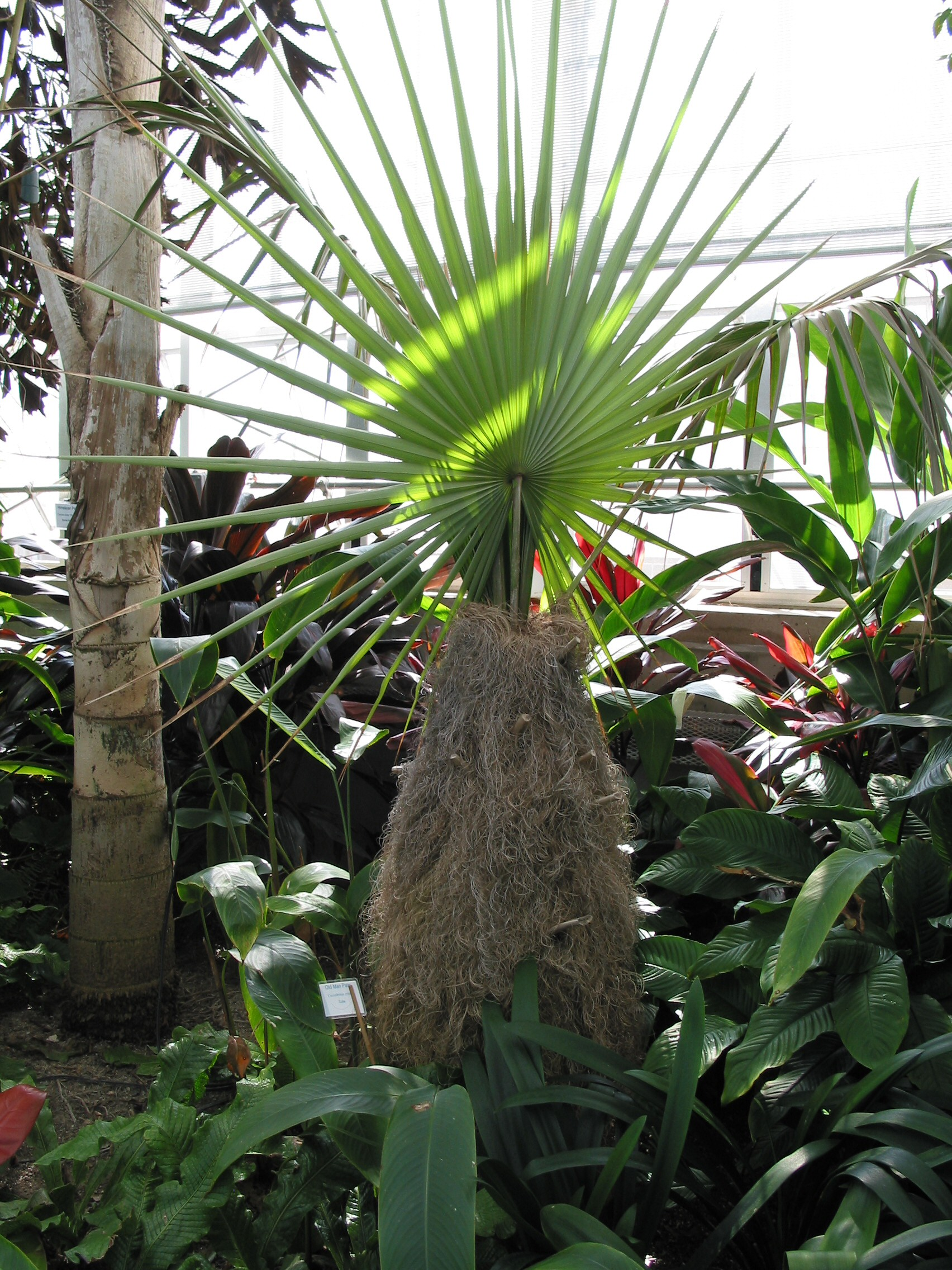
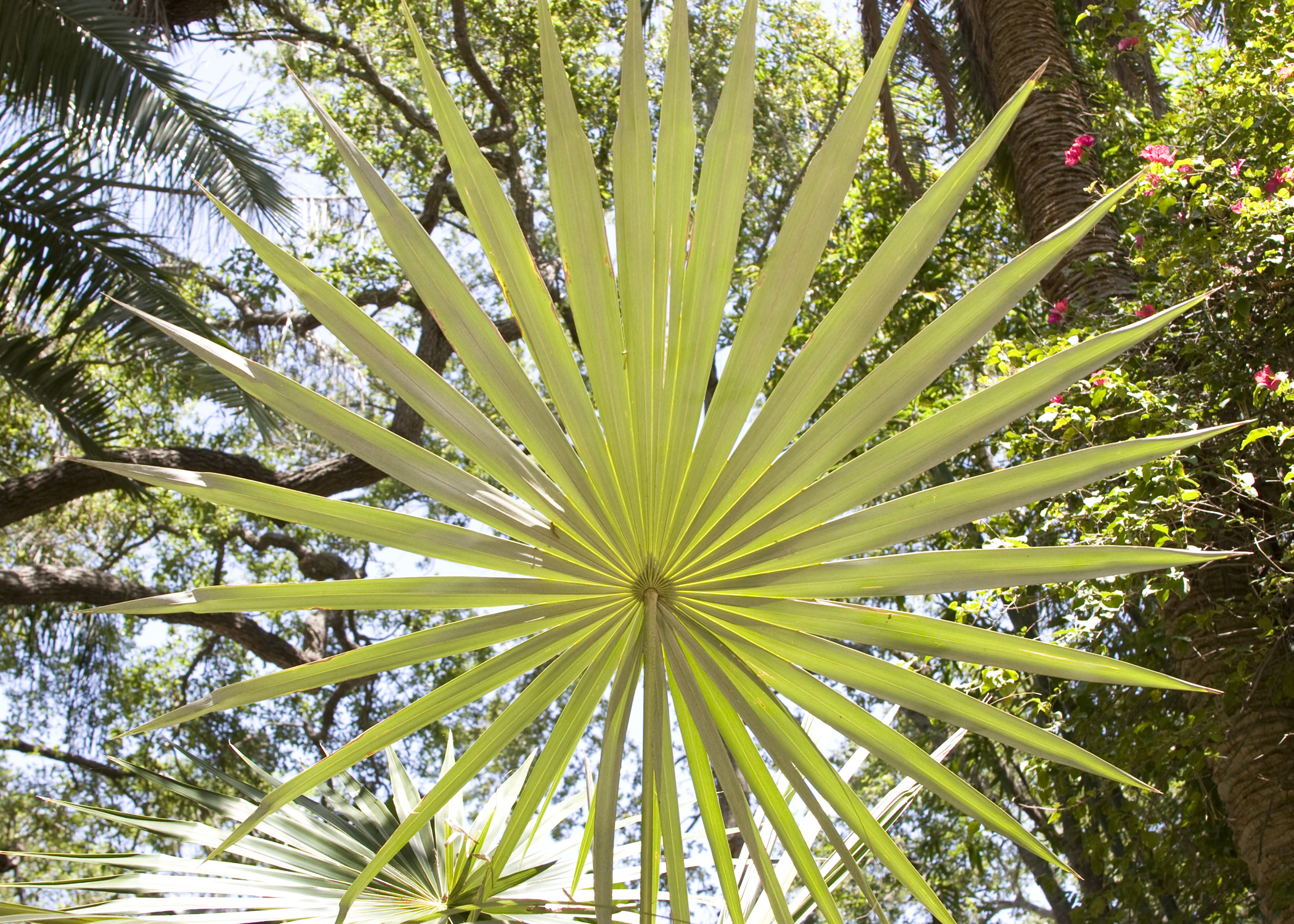
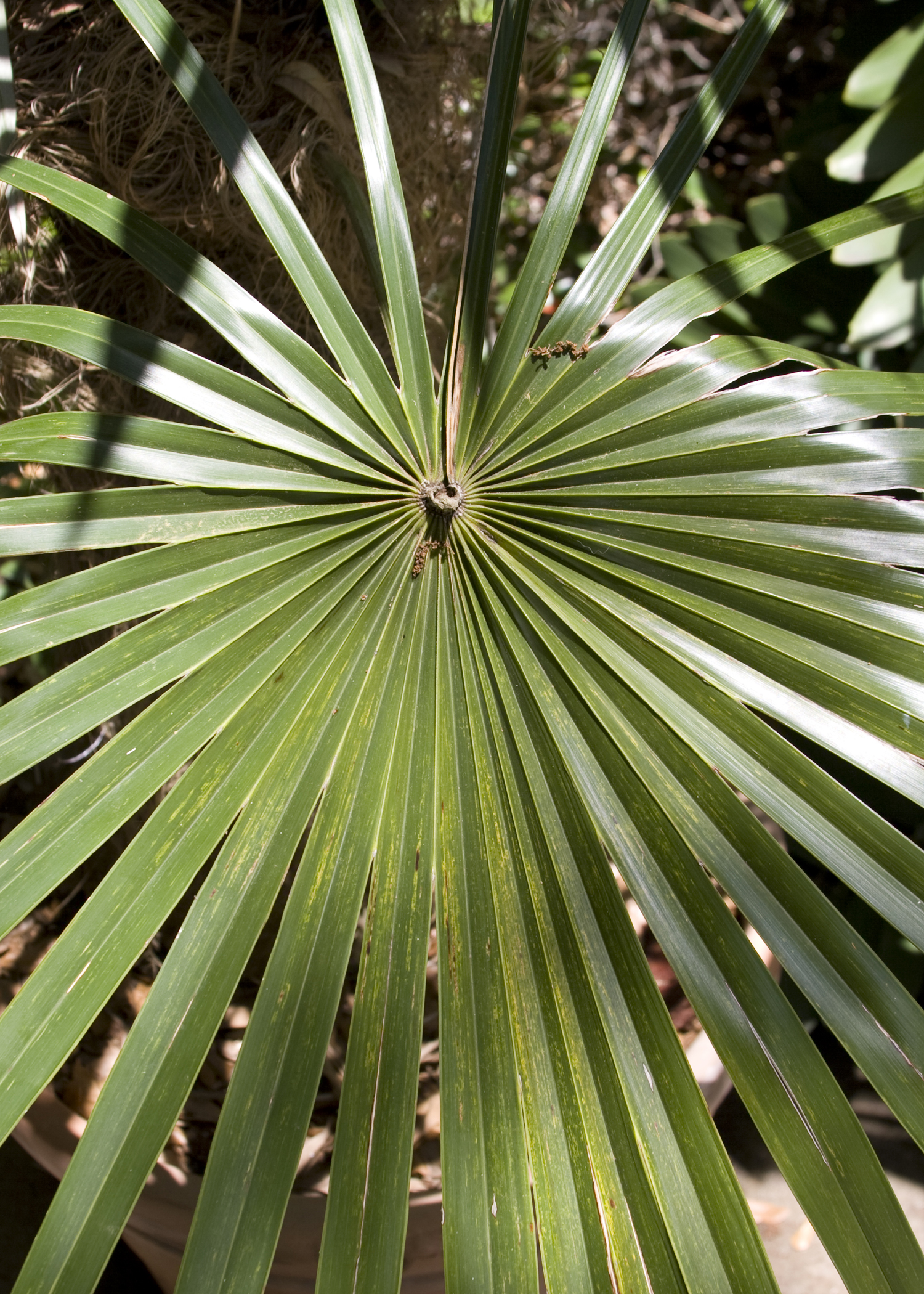
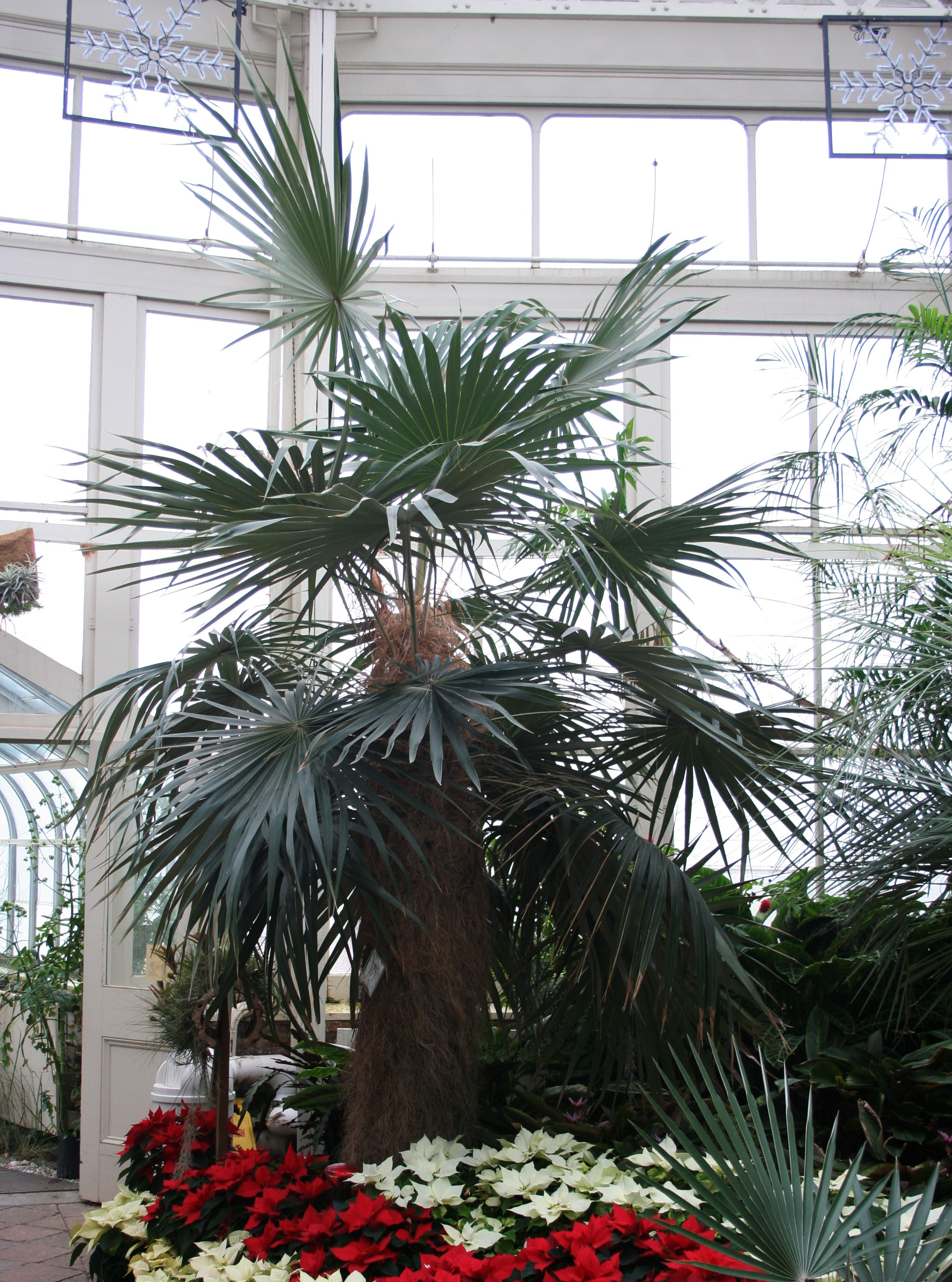